# Filipinomysz wysepkowa
Filipinomysz wysepkowa (Apomys camiguinensis) – gatunek ssaka z podrodziny myszy (Murinae) w obrębie rodziny myszowatych (Muridae), występujący endemicznie na Filipinach. 

## Zasięg występowania
Filipinomysz wysepkowa występuje tylko na wyspie Camiguin na Morzu Mindanao, w południowej części Filipin.

## Taksonomia
Gatunek po raz pierwszy zgodnie z zasadami nazewnictwa binominalnego opisali w 2006 roku amerykański teriolog Lawrence R. Heaney i filipiński teriolog Blas R. Tabaranza nadając mu nazwę Apomys camiguinensis. Holotyp pochodził z obszaru 0,5 km na północ, 6,5 km na zachód od Mahinog (09°09′30″N 124°43′30″E/9,158333 124,725000), na wysokości 1000 m, z barangayu Kital-is, w gminie Sagay, na wyspa Camiguin, w Filipinach. 
Apomys camiguinensis należy do podrodzaju Apomys. W 1994 roku zebrano nowy okaz i przed formalnym opisem określany jest jako „Apomys sp. D”. Dowody molekularne sugerują, że A. camiguinensis wykazuje szczególne pokrewieństwo z A. insignis i A. hylocoetes z Mindanao oraz nieopisanymi gatunkami z Bohol, Leyte, Samar i Biliran. Autorzy Illustrated Checklist of the Mammals of the World uznają ten takson za gatunek monotypowy.

### Etymologia
- Apomys: Apo, Mindanao, Filipiny; μυς mus, μυος muos „mysz”[5].
- camiguinensis: Camiguin, Filipiny[6].

## Morfologia
Długość ciała (bez ogona) 106 mm, długość ogona 140–160 mm, długość ucha 18–20 mm, długość tylnej stopy 31–34 mm; masa ciała 33–48,5 g. 

## Ekologia
Filipinomysz wysepkowa jest spotykana na centralnych wyżynach wyspy, gdzie stwierdzono jej występowanie od 1000 do 1400 m n.p.m.
Zwierzęta z tego gatunku zostały schwytane w zaburzonym nizinnym lesie, pierwotnym lesie górskim i w lesie mglistym. Zamieszkiwane tereny cechują się dużą wilgotnością, niskimi temperaturami i stromymi stokami. Nie stwierdzono, aby żyły na terenach rolniczych.

## Populacja
Filipinomysz wysepkowa jest uznawana za gatunek narażony na wyginięcie. Zagraża jej wylesianie, które zniszczyło większość nizinnych lasów. Na Camiguin farmerzy porzucają pola położone na wysokości 600–1000 m ze względu na słabe gleby, co może mieć wpływ na ten gatunek. Gryzoń występuje w obszarze chronionym Timboong Hibok-Hibok Natural Monument.